# Авиация и космонавтика
«Авиация и космонавтика» — ежемесячный научно-популярный журнал, освещающий новости и технические аспекты в области авиации и космонавтики. Зарегистрирован в Комитете по печати России (свидетельство № 012697).

## История
Журнал «Авиация и космонавтика» имеет более чем вековую историю:

### «Вестник воздушного флота»
20 июня 1918 года - вышел в свет первый номер журнала «Вестник Воздушного флота» Государственного военного издательства СССР.
Журнал издавался с 1918 по 1962 год под редакцией А.Н. Лапчинского, Я.И. Алксниса, С.А. Меженинова, И.У. Павлова и других.
Освещал вопросы боевой и политической подготовки, воспитания лётного и инженерно-технического состава ВВС, боевого применения, тактики, оперативного искусства ВВС, взаимодействия авиации с другими родами войск, пропагандировал передовой опыт и научно-технические достижения в области авиации.
В годы Великой Отечественной войны большое внимание уделял обобщению боевого опыта ВВС.
Каждые два месяца выходило научно-техническое приложение, посвященное новостям науки, техники и производства в области воздушного дела.

### «Авиация и космонавтика»
В 1962 году, вскоре после полета в космос Ю.А. Гагарина, журнал стал выходить под новым названием «Авиация и космонавтика».
Выпускался издательством «Красная звезда» под редакцией И.Ф. Шипилова, П.Т. Асташенкова, О.А. Назарова, В.В. Анучина.
Журнал освещал жизнь и учебу советских авиаторов и космонавтов, достижения авиационной и космической техники и перспективы их развития, публиковал статьи о героическом прошлом авиации, о военно-патриотическом воспитании авиаторов, социалистическом соревновании, передовом опыте освоения и боевого применения авиационной техники.
В 1978 году журнал награждён орденом Красной Звезды.
В 1994 году был закрыт приказом министра обороны Российской Федерации «О совершенствовании системы средств массовой информации Министерства Обороны Российской Федерации» наряду с другими журналами видов Вооружённых Сил.

### «Авиация и Космонавтикавчера, сегодня, завтра»
Сразу после закрытия в 1994 году старший офицер пресс-центра ВВС полковник Левицкий Сергей Николаевич (до этого Главный редактор журнала ДОСААФ «Крылья Родины») выступил с предложением организовать новый журнал со схожим названием «Авиация – космонавтика». Так как никакого финансирования на это издание не планировалось, выходить новый журнал должен был исключительно за счет денег подписчиков и энтузиастов. Сергей Николаевич обратился к нештатным авторам, помогавшим ему еще в «Крыльях Родины» – в первую очередь, к сотрудникам Отделения научно-технической информации ЦАГИ. Именно с их помощью уже в июле 1994 г. (на следующий месяц после закрытия старого журнала) вышел первый номер нового издания под измененным названием «Авиация — космонавтика».
Не имея ни государственной, ни рекламной, ни спонсорской поддержки, журнал выжил исключительно  благодаря читателям, приобретавшим журналы в розничной сети и через подписные агентства. В дальнейшем, когда подписка выросла, журнал «Авиация — космонавтика» стал выходить с цветной вкладкой, а затем и на мелованной бумаге.
В 1995 году журнал был окончательно возрождён силами энтузиастов как независимое издание, знакомящее читателей с историей, современным состоянием и перспективами развития авиационной техники. В связи с этим его полное название стало «Авиация и Космонавтика вчера, сегодня, завтра».
В 1996 г. скоропостижно скончался основатель обновленного журнала, главный редактор С.Н. Левицкий в возрасте 46 лет. Впоследствии Издательство «Техинформ» и редакция журнала продолжили активно работать над улучшением внутреннего наполнения и полиграфического качества издания. Объем журнала вырос, он стал полноцветным. К работе подключились многие известные историки авиации, а также авторы-энтузиасты, желающие поделиться с читателями своими исследовательскими работами. Не прекращался у журнала и самый тесный контакт с известным научным авиационным центром страны, Центральным аэрогидродинамическим институтом (ЦАГИ), сотрудником которого является главный редактор, академик Академии наук авиации и воздухоплавания Виктор Александрович Бакурский, занимающий эту должность с 1996 года по настоящее время.
Авторами этого авторитетного издания в области авиации в разное время были и являются ведущие специалисты в области авиации Союза ССР, летчики и авиаторы, ученые и руководители ВВС РККА, ВВС и ВКС России. Журнал освещает достижения и перспективы авиационной и космической техники, публикует статьи об истории авиации, опыте освоения и боевого применения отечественной и зарубежной авиационной техники, рассказывает об истории и опыте различных отечественных и зарубежных авиационных формирований (объединений, соединений, частей и подразделений). Журнал доносит до читателей малоизвестные или новые сведения и факты из истории отечественной и зарубежной авиации.
Журнал выпускается на средства, получаемые от подписки и розницы. Он выходит в свет ежемесячно и на сегодняшний день является одним из наиболее популярных авиационных изданий страны, имея как печатную, так и электронную версии.
Несмотря на длинную историю, смену руководителей и названий и даже закрытие, фактически издание журнала не прекращалось. По этой причине можно смело считать современный журнал «Авиация и Космонавтика вчера, сегодня, завтра» истинным правопреемником журнала «Вестник воздушного флота», издававшегося с 1918 г.